# Павел Војћеховски (атлетичар)
Павел Војћеховски (пољ. Paweł Wojciechowski; Бидгошч, 6. јун 1989) је пољски атлетичар, који наступа у дисциплини скок мотком.
Први успех на међународним такмичењима је постигао 2008. године са освојеном сребрном медаљом и прескочених 5,40 m на јуниорском првенству света у родном Бидгошчу.
Сезону 2011. је започео са освојеним четвртим местом на европском дворанском првенству у Паризу. Исте сезоне је остварио и највећи успех досадашње каријере са победом на првенству света у јужнокорејском Тегуу, где је прескочио висину од 5,90 m.

## Лични рекорди
| Дисциплина                 | Висина | Место          | Датум |
| -------------------------- | ------ | -------------- | ----- |
| скок мотком (на отвореном) | 5,91   | Шчећин, Пољска | 2011. |
| скок мотком (у дворани)    | 5,86   | Гент, Белгија  | 2011. |